# Централізатор
В абстрактній алгебрі централізатором підмножини {\displaystyle U} групи {\displaystyle G} називається множина елементів {\displaystyle G}, які комутують з кожним елементом {\displaystyle U}. Дане означення також може бути застосоване для інших алгебричних структур, зокрема моноїдів, напівгруп, кілець, алгебр Лі і т. д.

## Означення
Групи і напівгрупи
Централізатором елемента {\displaystyle x} групи (або напівгрупи) {\displaystyle G} називається множина
{\displaystyle Z_{G}(x):=\{g\in G\mid gx=xg\}}.
Для деякої підмножини {\displaystyle U} групи (або напівгрупи) {\displaystyle G} подібним чином можна ввести означення централізатора множини
{\displaystyle Z_{G}(U):=\{g\in G\mid gu=ug\ \;\;\forall u\in U\}=\bigcap _{u\in U}Z_{G}(u)}.
Кільця, алгебри, кільця і алгебри Лі
Якщо {\displaystyle R} — кільце або алгебра, а {\displaystyle U} — підмножина кільця, то централізатором {\displaystyle U} називається множина, що є централізатором мультиплікативної напівгрупи кільця.
Якщо {\displaystyle {\mathfrak {L}}} — алгебра Лі (або кільце Лі) з добутком Лі [x, y], то централізатор підмножини {\displaystyle U} алгебри {\displaystyle {\mathfrak {L}}} рівний 
{\displaystyle \mathrm {Z} _{\mathfrak {L}}(U)=\{x\in {\mathfrak {L}}\mid [x,u]=0} для всіх {\displaystyle u\in U\}}
Означення централізаторів для кілець Лі пов'язане з означенням для кілець наступним чином. Якщо {\displaystyle R} — асоціативне кільце, то для {\displaystyle R} можна задати добуток [x, y] = xy — yx. Природно, xy = yx тоді і тільки тоді, коли [x, y] = 0. Якщо ми позначимо множину {\displaystyle R} із цим добутком як {\displaystyle {\mathfrak {L}}_{R}}, то централізатор кільця {\displaystyle U} у {\displaystyle R} збігається з централізатором кільця Лі множини {\displaystyle U} в {\displaystyle {\mathfrak {L}}_{R}}.

## Властивості
Напівгрупи
Нехай {\displaystyle U'} позначає централізатор множини {\displaystyle U} у деякій напівгрупі. Тоді :
- {\displaystyle U'} утворює піднапівгрупуу. Якщо напівгрупа є моноїдом, то централізатор є підмоноїдом.
- {\displaystyle U'=U'''=U'''''}.

Групи 
- Централізатор довільної підмножини є підгрупою {\displaystyle G}.

Із рівності {\displaystyle 1x=x=x1} для всіх елементів групи {\displaystyle G} випливає, що одиниця є елементом централізатора для довільної підмножини. Нехай {\displaystyle g,h\in Z_{G}(U)}, тоді {\displaystyle ghx=gxh=xgh,\;\forall x\in U}, тому {\displaystyle gh\in Z_{G}(U)}. Нарешті домноживши рівність {\displaystyle gx=xg} де {\displaystyle x\in U} зліва і справа на {\displaystyle g^{-1}} отримаємо рівність {\displaystyle xg^{-1}=g^{-1}x} і тому {\displaystyle g^{-1}\in Z_{G}(U)}.
- Централізатор {\displaystyle Z_{G}(U)} завжди є нормальною підгрупою нормалізатора {\displaystyle N_{G}(U)}.

Централізатор очевидно є підгрупою нормалізатора. Нехай тепер {\displaystyle x\in U,\;f\in Z_{G}(U)\;g\in N_{G}(U)}. Тоді {\displaystyle gfg^{-1}x=gfyg^{-1}=gyfg^{-1}=xgfg^{-1}}, де {\displaystyle y\in U} — такий елемент, що {\displaystyle xg=yg} і відповідно {\displaystyle g^{-1}x=yg^{-1}} (існування такого елемента випливає з означення нормалізатора). З одержаної рівності отримуємо {\displaystyle gfg^{-1}\in Z_{G}(U)}, що завершує доведення.
- {\displaystyle Z_{G}(Z_{G}(U))} завжди містить множину {\displaystyle U}, проте {\displaystyle Z_{G}(U)} не обов'язково містить {\displaystyle U}. Ця властивість має місце лише якщо st = ts для будь-яких {\displaystyle U} і t з множини {\displaystyle U}, зокрема якщо {\displaystyle U} є абелевою підгрупою у {\displaystyle G}.
- Централізатор {\displaystyle Z_{G}(U)} підмножини {\displaystyle U} є рівним централізатору підгрупи, породженої цією множиною.
- Для довільного елемента групи {\displaystyle Z_{G}(x^{-1})=Z_{G}(x)}
- Для довільного елемента групи {\displaystyle Z_{G}(x)=N_{G}(x)}.
- З принципу симетрії, якщо {\displaystyle U} і {\displaystyle V} є двома підмножинами у {\displaystyle G}, тоді {\displaystyle V\subseteq Z_{G}(U)} в тому і тільки в тому випадку, коли {\displaystyle U\subseteq Z_{G}(V)}.
- Для підгрупи {\displaystyle H} групи {\displaystyle G} фактор-група {\displaystyle N_{G}(H)/Z_{G}(H)} є ізоморфною підгрупі {\displaystyle \operatorname {Aut} (H)}, групі автоморфізмів групи {\displaystyle H}.
- Якщо задати гомоморфізм груп {\displaystyle T:G\to \operatorname {Inn} (G)}, як {\displaystyle T(x)(G)=T_{x}(G)=xgx^{-1}}, то можна описати {\displaystyle Z_{G}(U)} в термінах дії групи {\displaystyle \operatorname {Inn} (G)} на {\displaystyle G}: підгрупа {\displaystyle \operatorname {Inn} (G)}, яка фіксує усі елементи {\displaystyle U} є рівною {\displaystyle T(Z_{G}(U))}.
- Нехай {\displaystyle G_{1}} і {\displaystyle G_{2}} є групами, {\displaystyle H} — підгрупа {\displaystyle G_{1}} і {\displaystyle f} — гомоморфізм з {\displaystyle G_{1}} у {\displaystyle G_{2}}. Тоді {\displaystyle \ f(Z_{G_{1}}(H))\subseteq Z_{G_{2}}(f(H))}.
- Якщо також {\displaystyle f} є ізоморфізмом то {\displaystyle \ f(Z_{G_{1}}(H))=Z_{G_{2}}(f(H))}.
- Якщо {\displaystyle H} є характеристичною підгрупою групи {\displaystyle G} то і {\displaystyle Z_{G}(H)} є характеристичною підгрупою.
- Якщо {\displaystyle H} є нормальною підгрупою групи {\displaystyle G} то і {\displaystyle Z_{G}(H)} є нормальною підгрупою.

Кільця і алгебри Лі 
- Централізатори в кільцях і алгебрах є підкільцями і підалгебри, відповідно. Централізатори в кільцях Лі і алгебрах Лі є підкільцями Лі і підалгебрами Лі, відповідно.
- Нормалізатор {\displaystyle U} в кільці Лі містить централізатор {\displaystyle U}.
- {\displaystyle Z_{R}(Z_{R}(U))} містить множину {\displaystyle U}, але не обов'язково збігається з нею.